# 福德爾山
福德爾山（英語：Mount Fordell），是南極洲的山峰，位於埃爾斯沃思地，處於赫里蒂奇嶺的雲石山脈南端，海拔高度1,670米，該山峰現時由南極條約體系管理。